# 森武臣
森 武臣（もり たけとみ、1902年8月9日 - 1971年3月23日）は、日本の経営者。富国生命保険社長を務めた。

## 経歴
山梨県出身。1927年に東北帝国大学法文学部を卒業し、1936年8月に富国生命保険に入社。1947年10月に取締役に就任し、1951年4月に常務、1953年5月に専務を経て、同年9月には社長に就任した。
日本航空、富士急行各取締役、東武鉄道、後楽園スタジアム、昭和電工各監査役も歴任した。
1971年3月23日、腎臓炎のために死去。68歳没。